# Eublemma scotopis
Eublemma scotopis är en fjärilsart som beskrevs av Bethune-Baker 1911. Eublemma scotopis ingår i släktet Eublemma och familjen nattflyn. Inga underarter finns listade i Catalogue of Life.